# Helena Fourment

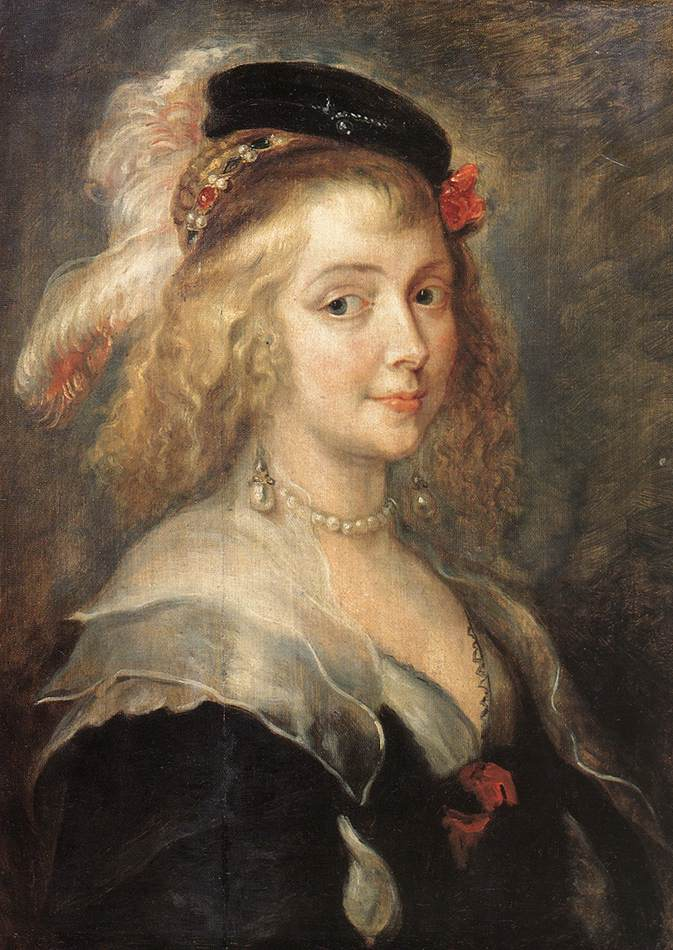
Helena Fourment, hacia 1630, por Jan Boeckhorst.

Helena Fourment o Hélène Fourment (Amberes, Bélgica, 11 de abril de 1614 – Bruselas, Bélgica, 15 de julio de 1673) fue la segunda esposa del pintor flamenco Peter Paul Rubens (1577-1640), para quien posó como modelo de varios cuadros de tema mitológico, religioso o familiar. 

## Biografía
Helena Fourment fue hija de Daniel Fourment (1565-1643), comerciante de tapices en Amberes, y de Clara Stappaerts (1570-1639). Tuvieron cuatro hijos y siete hijas, entre ellas Clara (nacida en 1593) y Susana (1599-1628), también retratadas por Rubens. Helena era la más joven de los 11 hermanos.
Helena casó con Rubens el 6 de diciembre de 1630. Ella tenía 16 años y él 53. Rubens era viudo de su primera mujer, Isabella Brant, con la que tuvo tres hijos, y muerta en 1626 a causa de la peste. Clara Brant, hermana de Isabella, había casado con Daniel Fourment, el joven, concuñado de Rubens y hermano de Helena. Daniel Fourment gustaba del arte y poseía obras de Rubens, Jacob Jordaens, así como de maestros italianos; fue el representante de Rubens, encargado de mostrar los bocetos y cartones, de la serie de tapices sobre la vida de Aquiles.
Helena fue la modelo habitual de numerosos cuadros de su marido y quizás sea el rostro de las famosas Tres Gracias del Museo del Prado. Era una mujer muy bella para los gustos de la época. El cardenal infante Fernando de Austria, entonces gobernador de los Países Bajos Españoles, se refirió a ella con estas palabras: sin duda es la mujer más bella que uno pudiera encontrar por aquí. Para el poeta Jan Caspar Gevaerts (1593-1666), amigo de Rubens, Helena de Amberes superaba [en belleza] a Helena de Troya.
Rubens y Hélène Fourment tuvieron cinco hijos:
- Clara Juana (Clara-Joanna, 1632-1689), bautizada el 18 de enero de 1632; casó con Phlips van Parys, caballero
- Francisco (Franciscus, 1633-1678), bautizado el 12 de julio de 1633; casó con Susanna-Gratiana Charles
- Isabel Helena (Isabella-Hélène, 1635-1652), bautizada el 3 de mayo de 1635
- Pedro Pablo (1637-1684), bautizado el 1 de marzo de 1637, fue sacerdote en Turnhout (Brabante)
- Constancia Albertina (1641-h.1709/1712), hija póstuma de Rubens, bautizada el 3 de febrero de 1641; monja en la Abadía de La Cambre

Cuando enviudó de Rubens, Helena comenzó una relación con el concejal de Amberes y diplomático al servicio de España, Juan Bautista van Brouchoven (1621-1681), que después fuera Conde de Bergeyk. El 9 de octubre de 1644 nació su hijo Jan, así que Helena y Jan-Baptist se desposaron en 1645. Jan van Brouchoven (1644-1725) fue el segundo conde de Bergeyk y uno de los políticos más importantes de su tiempo en los Países Bajos meridionales. Helena y Jan Baptist tuvieron cinco hijos más:
- Helena Isabel (Hélène Isabelle, hacia 1645), casó con Emanuel José de Portugal-Cortizos (Manuel José Cortizos, 1646-1691), Marqués de Villaflores
- Catalina (Catharina,°1646), casó con Gilles de Paepe
- María Fernanda (Maria-Ferdinande, °1648), monja carmelita
- Jacinto (Hyacinthe-Marie de Brouchoven, 1650-1707), que llegó a ser miembro y presidente del Gran Consejo de Malinas, del Consejo de Flandes y del Consejo de Estado
- Nicolás (Nicolaas, 1653-1716), secretario judicial

Los restos de Helena Fourment descansan, junto con los de Rubens, sus padres e hijos, en la Iglesia de Santiago (Sint-Jacobskerk) de Amberes.

## Pinturas

### Helena Fourment

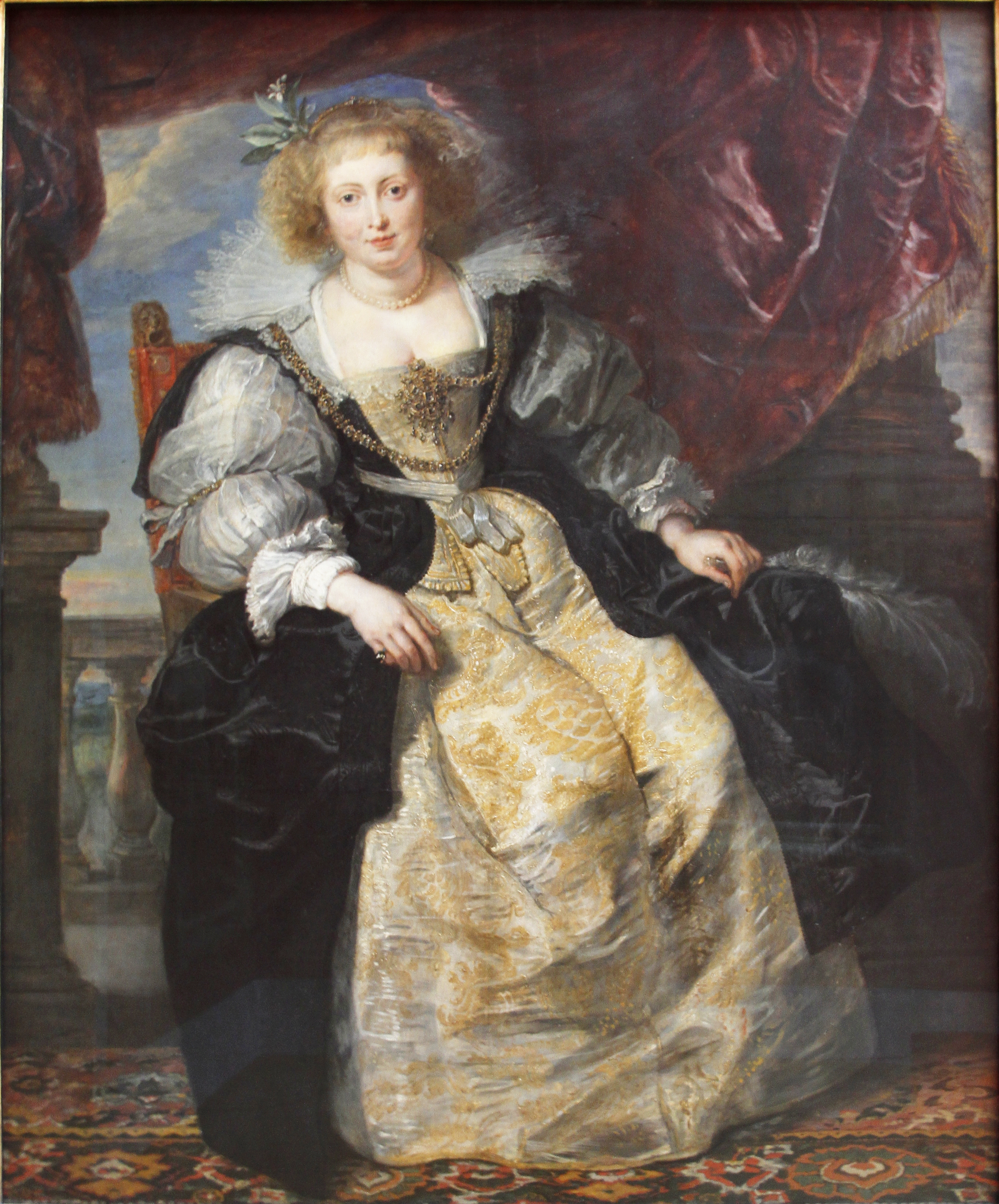
Hélène Fourment vestida de novia, hacia 1630, ahora en la Alte Pinakothek
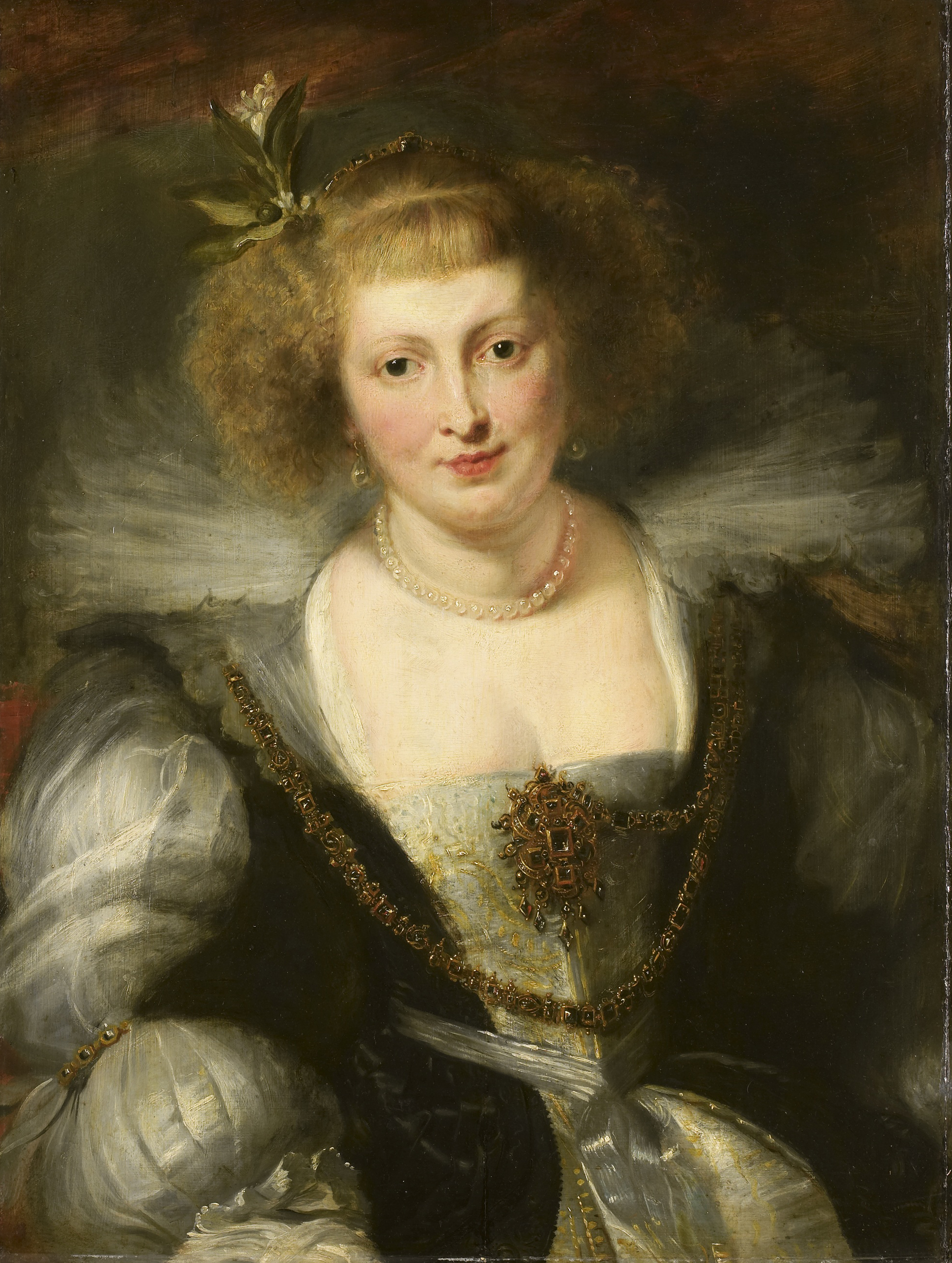
Helena Fourment vestida de novia, detalle.
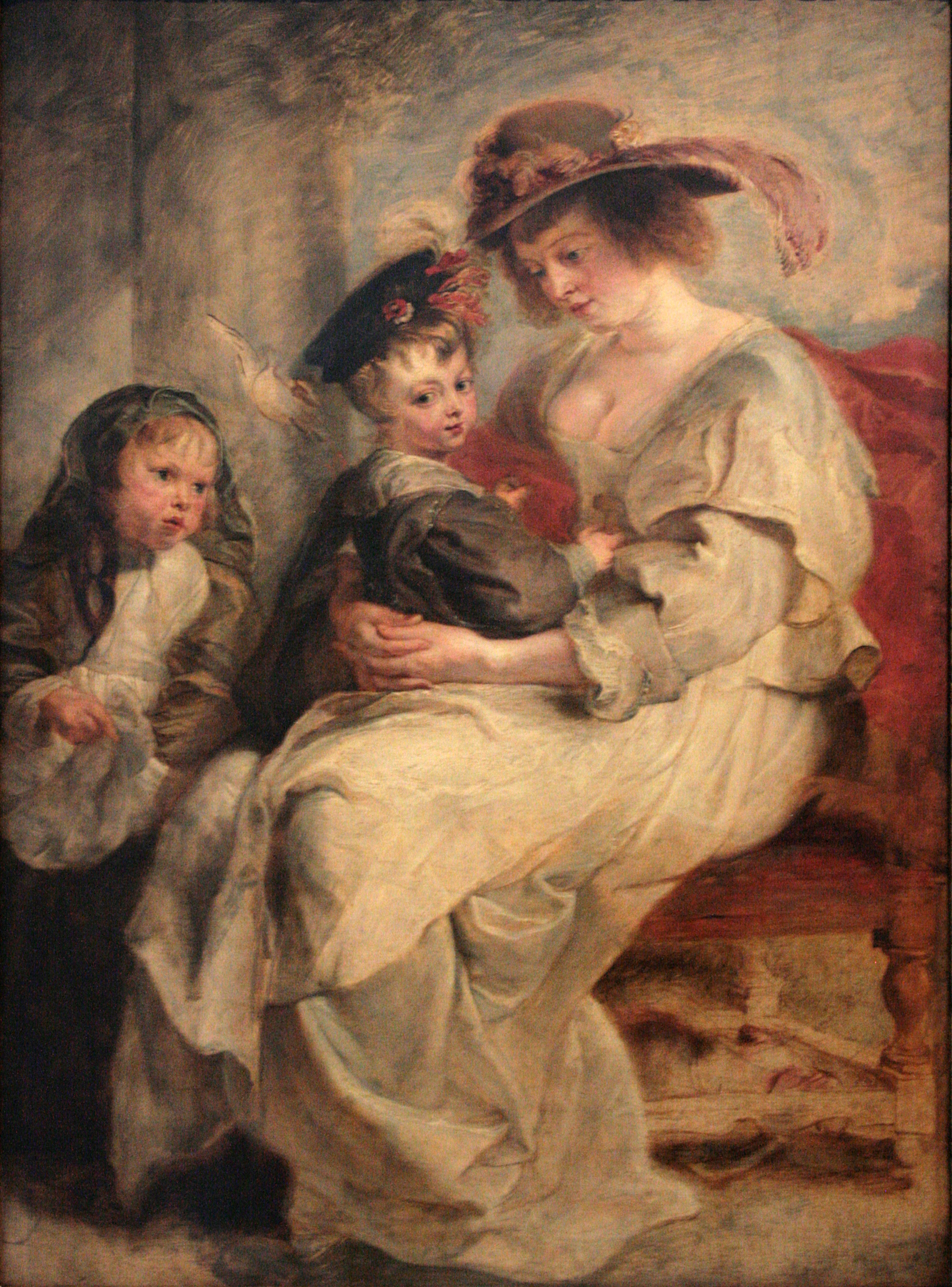
Hélène Fourment con dos de sus hijos, hacia 1635, Louvre.
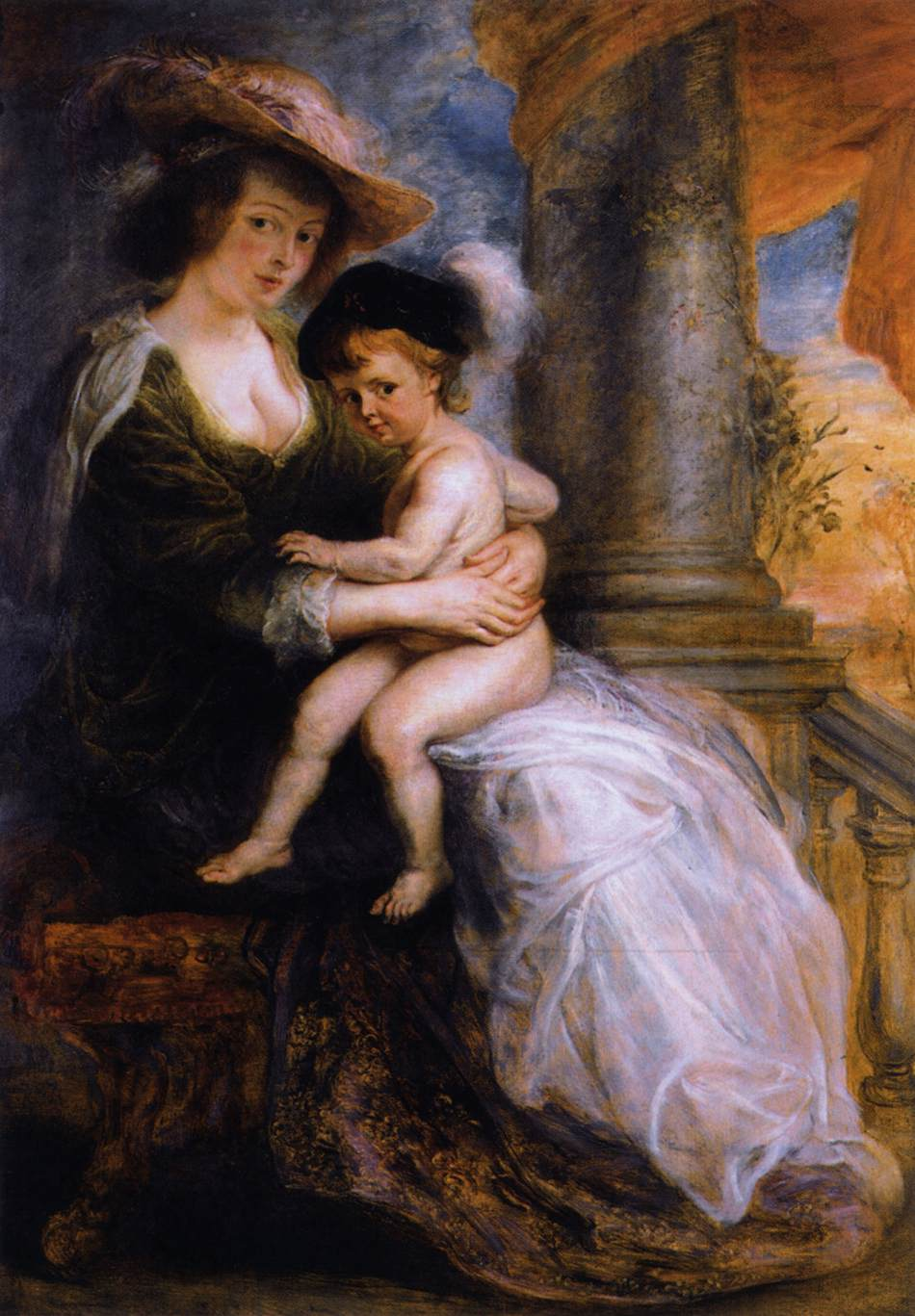
Helena Fourment con su hijo Francis, 1634-1635, Alte Pinakothek.
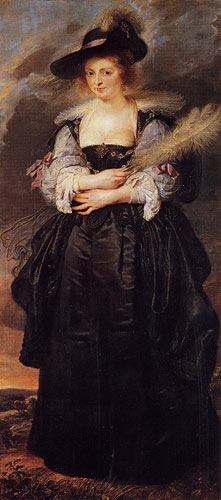
Retrato de Hélène Fourment, hacia 1638, ahora en el Museo Gulbenkian.
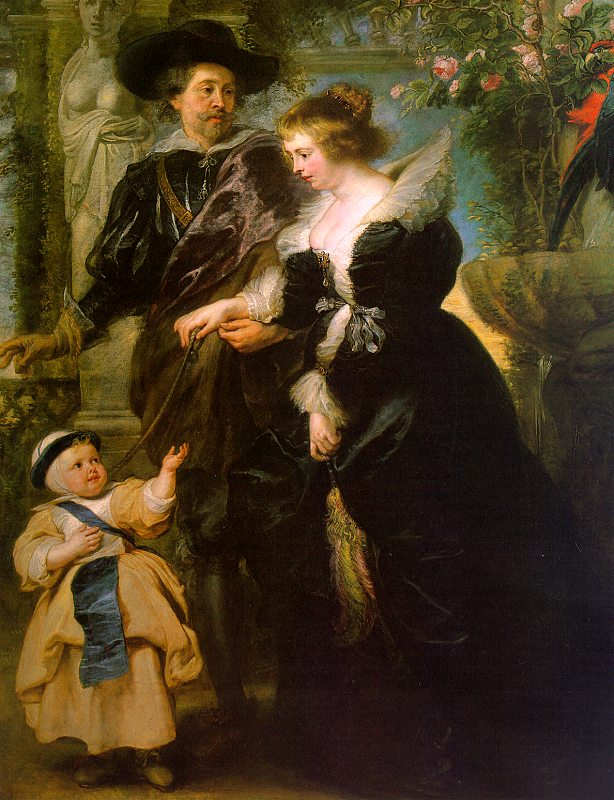
Rubens con Hélène Fourment y su hijo Peter Paul, 1639, ahora en el Metropolitan Museum of Art.
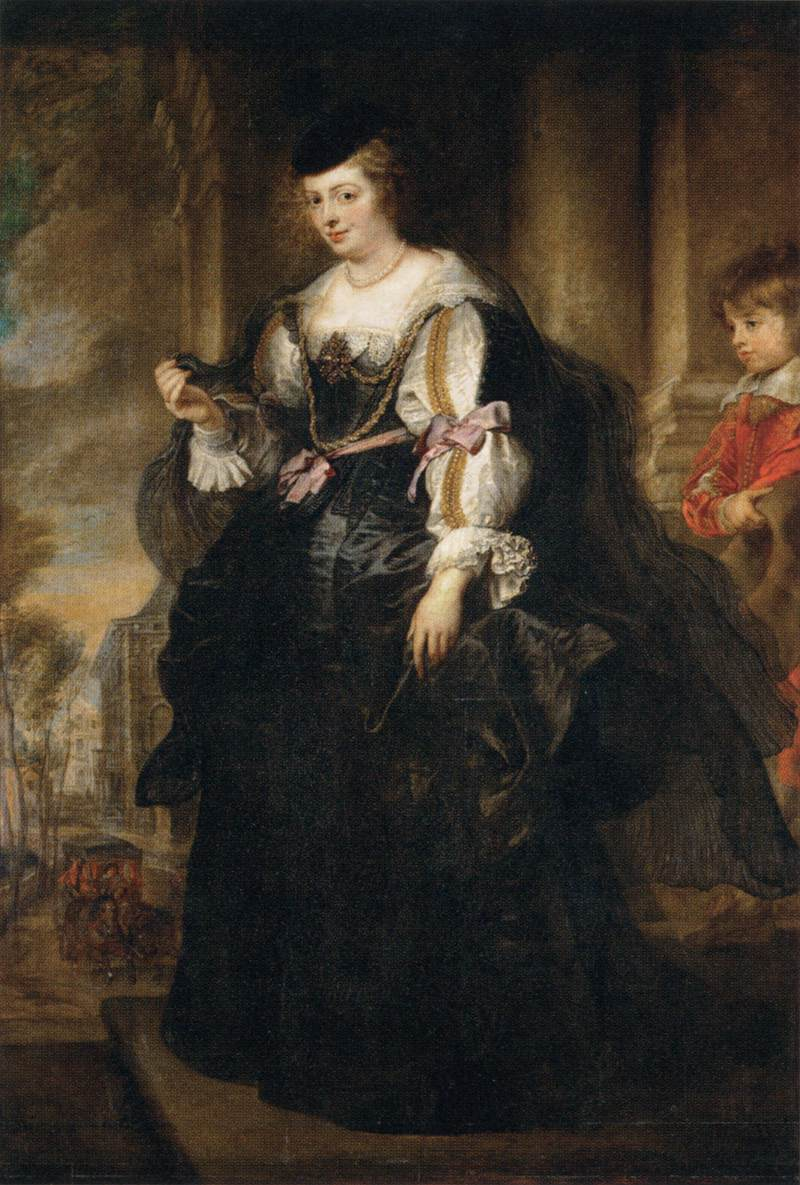
Helena Fourment con carruaje.[8] 1639.
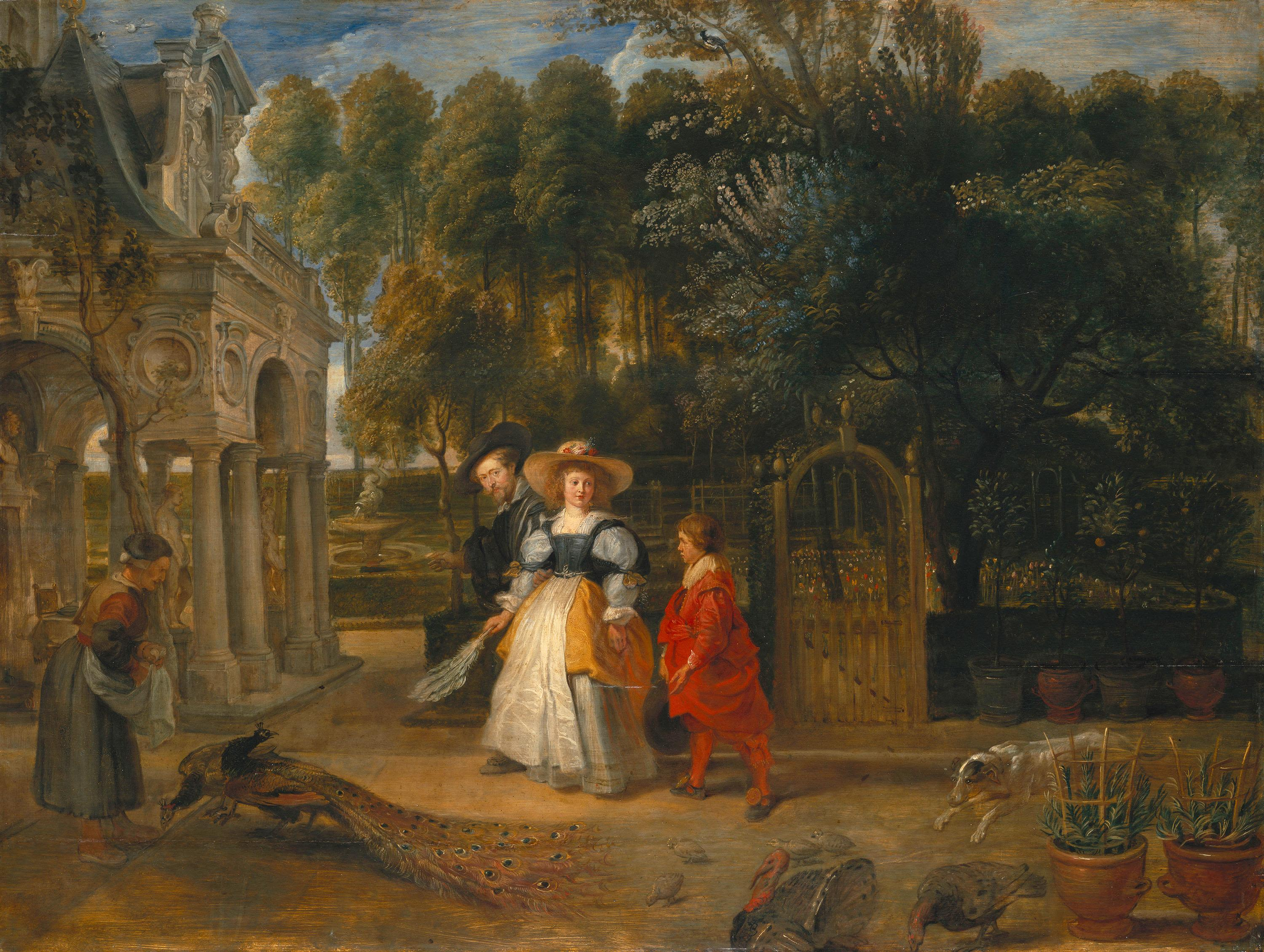
Helene Fourment con su marido y un hijo.

#### Retratos
- Helena Fourment en vestido de novia, Munich, Alte Pinakothek, 1630-1631; hay una copia de estudio en la colección del Rijksmuseum.
- Retrato de Helena Fourment con guantes, Munich, Alte Pinakothek.
- Helena Fourment con su hijo mayor, Frans, 1635, Munich, Alte Pinakothek.
- Rubens y Helena Fourment paseando por su jardín, Munich.
- Helena Fourment con sus hijos Clara, Johanna, y Frans, 1636-1637, Museo del Louvre, Paris.
- Helena Fourment y Frans Rubens, Louvre.
- Helena Fourment (La piel o «Het Pelsken»), 1636-1638, Kunsthistorisches Museum, Viena.
- Rubens, su esposa Helena Fourment, y su hijo Peter Paul, hacia 1639, Metropolitan Museum of Art.
- Retrato de Helena Fourment (?) obra de estudio de la colección del Real Museo de Bellas Artes de Bruselas.
- Retrato de Helena Fourment (?) obra de Amberes (siglo XVII), hoy en el Rubenshuis.

#### Modelo
- El juicio de Paris, Museo del Prado, Madrid (Helena es la modelo para la figura de Venus).
- El Jardín del Amor (1630-1633), Museo del Prado, Madrid.
- El nacimiento de la Vía Láctea (hacia 1637), Museo del Prado, Madrid.

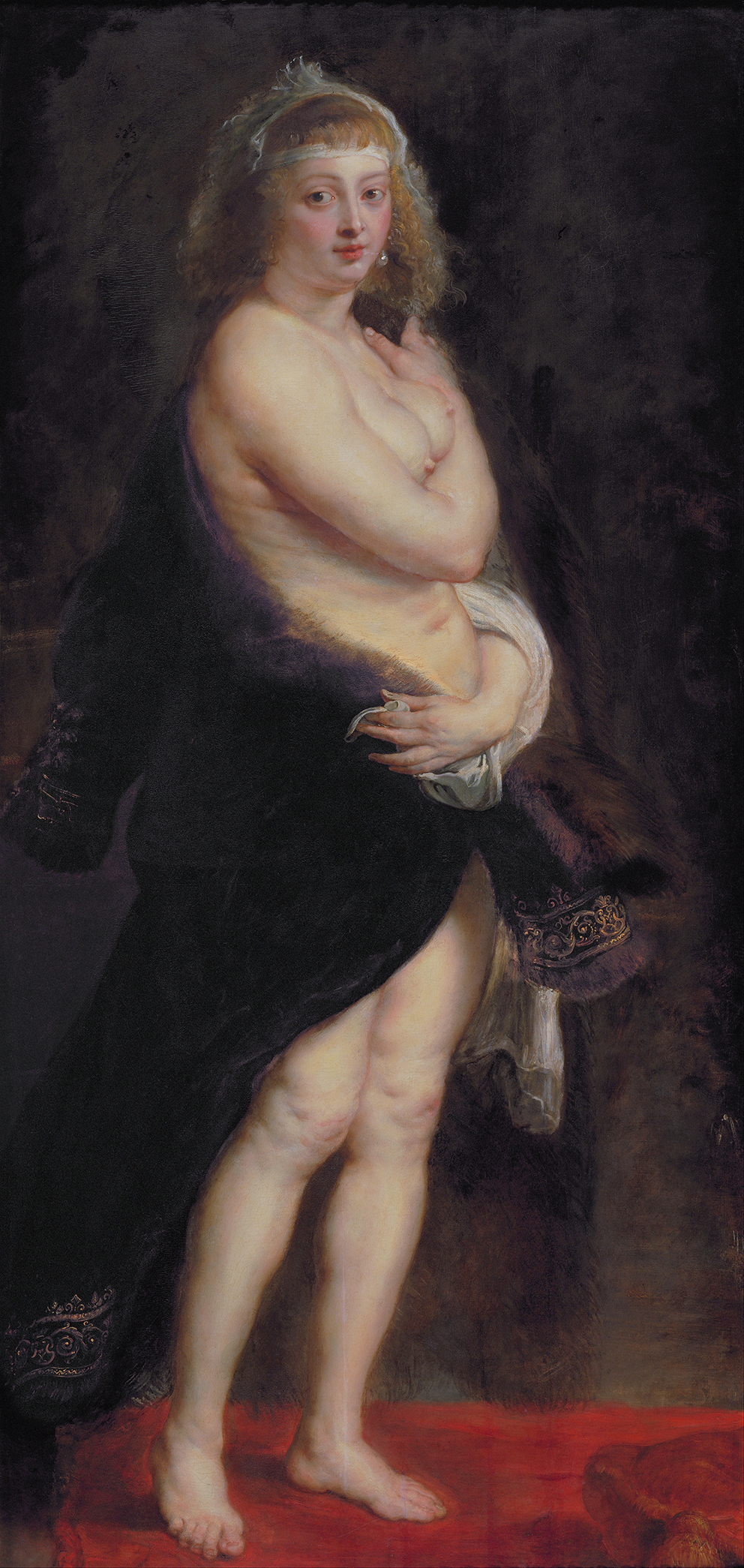
Helena Fourment saliendo del baño (La pequeña piel).
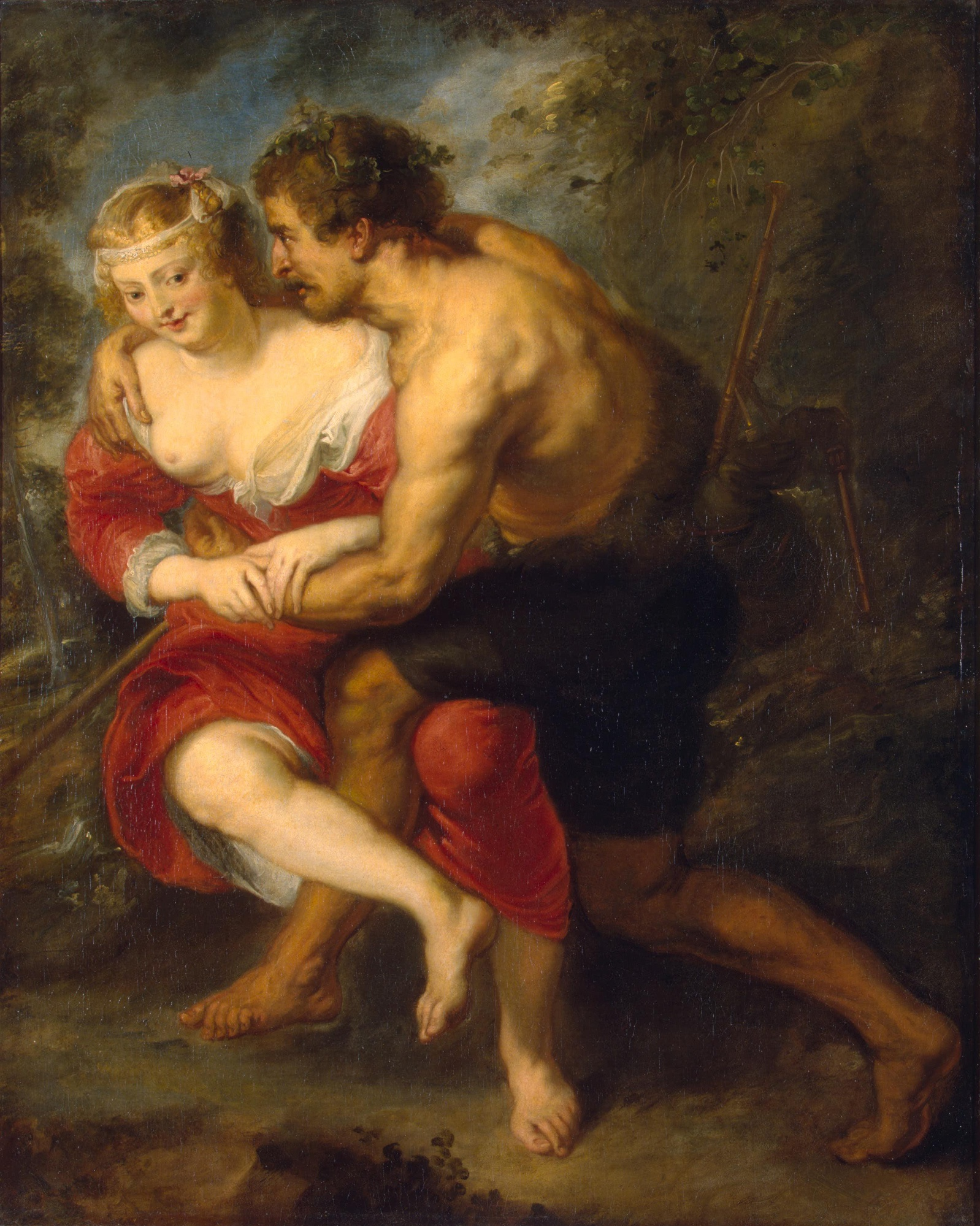
Escena pastoril.
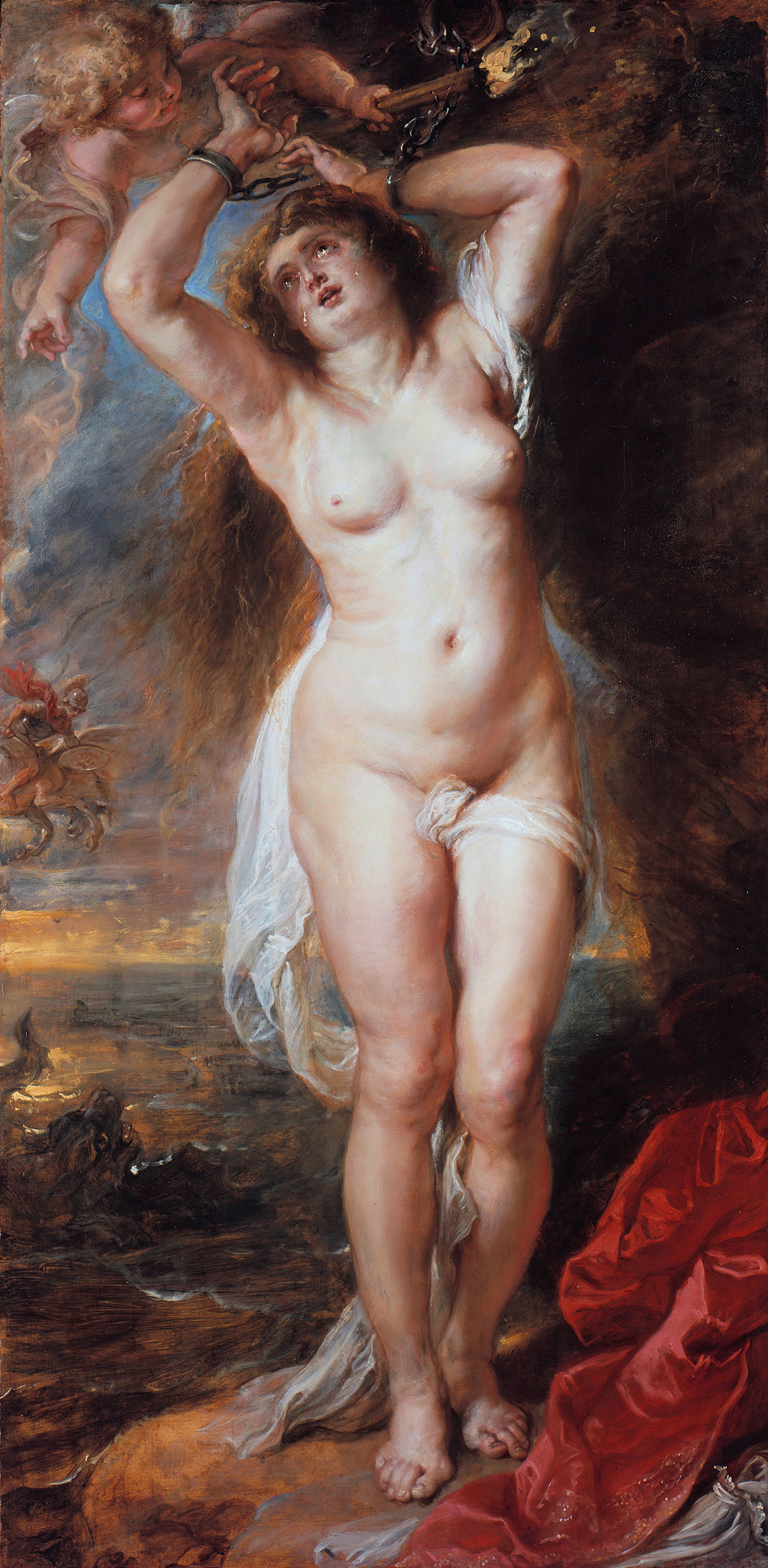
Andrómeda.
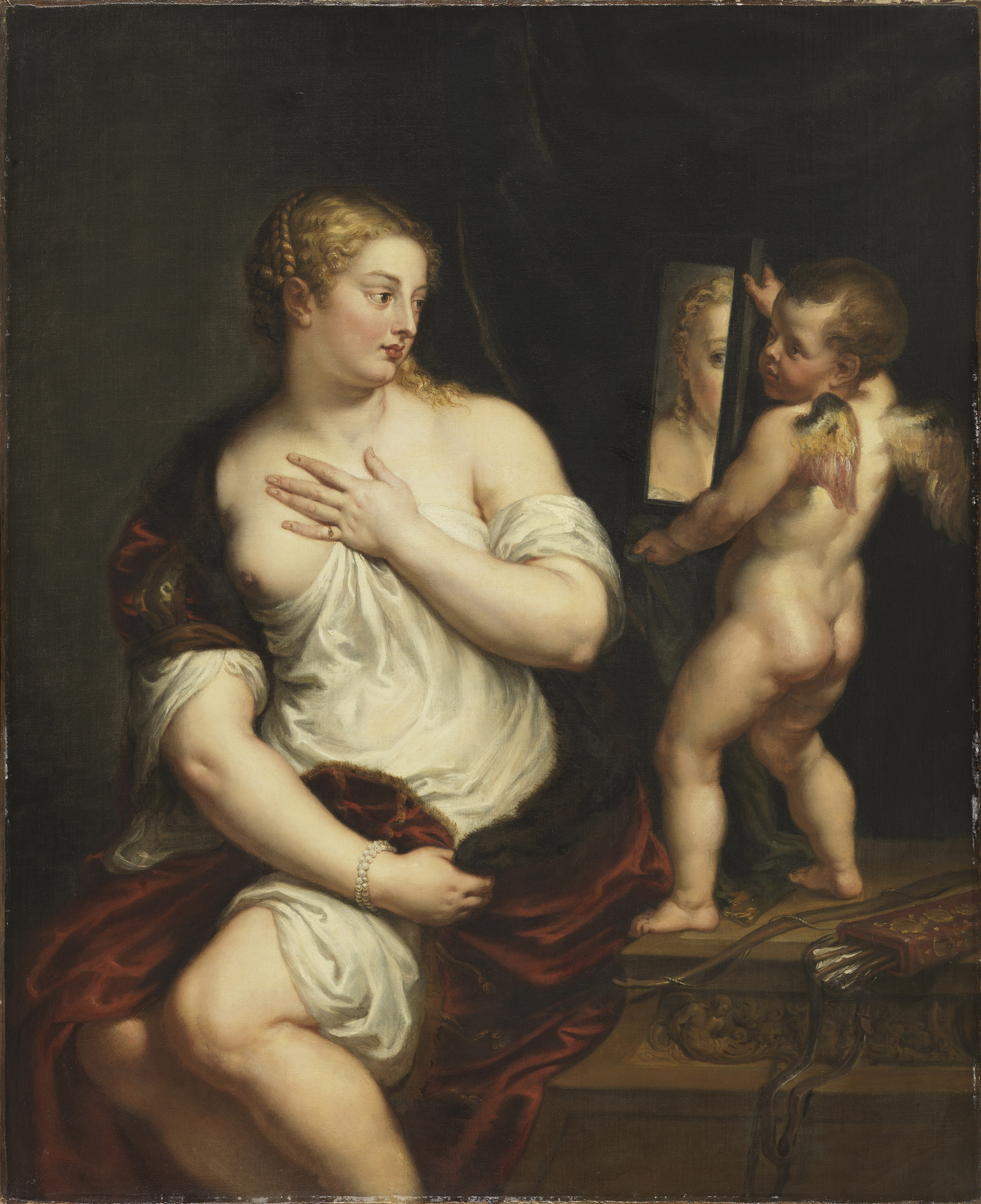
Venus y Cupido.
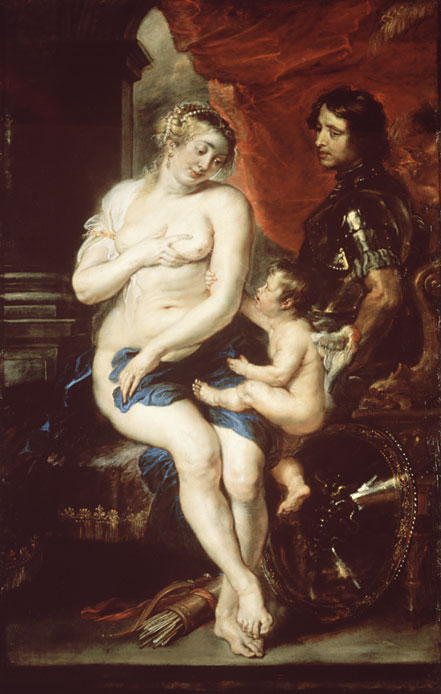
Venus, Marte y Cupido.
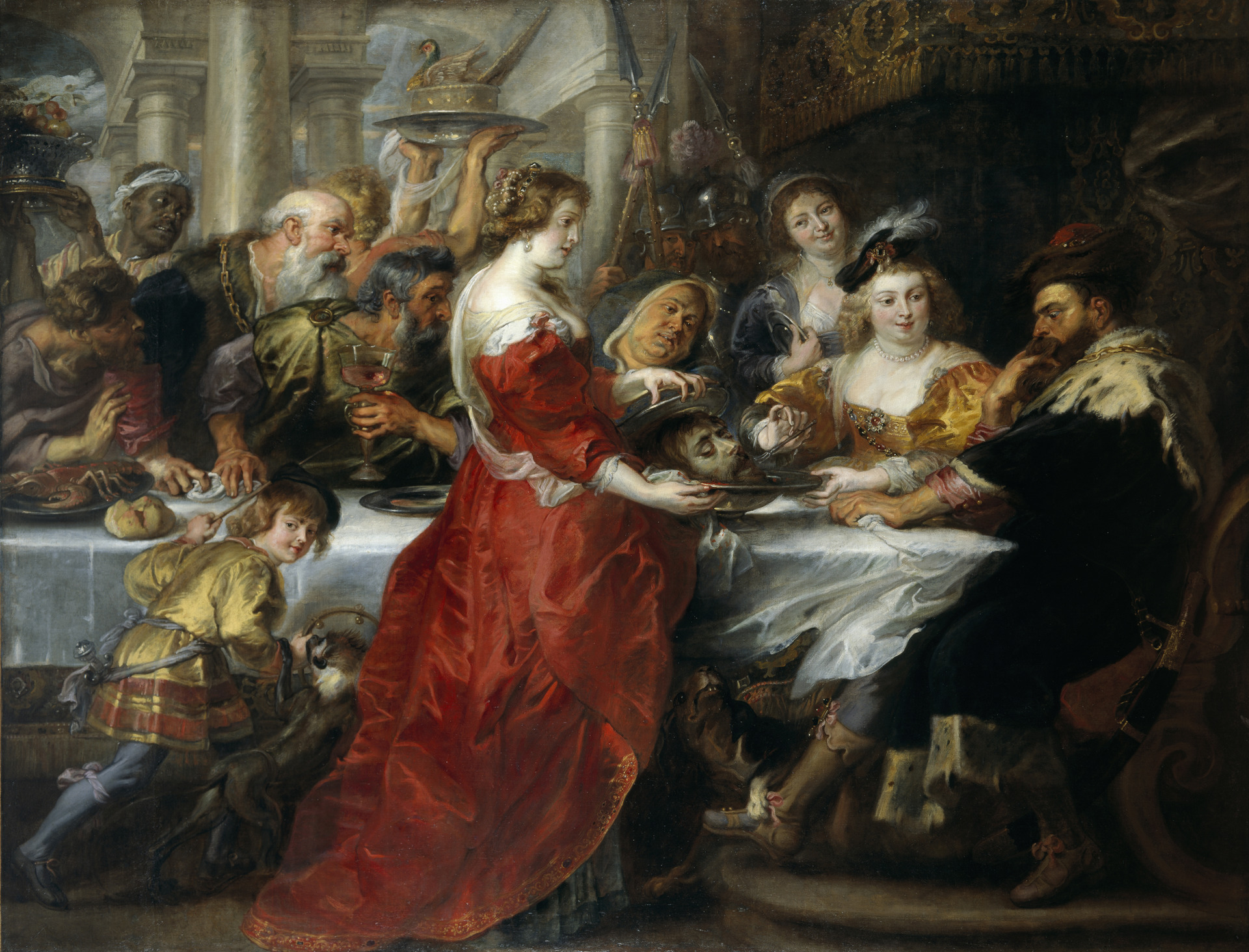
El banquete de Herodes y Salomé.
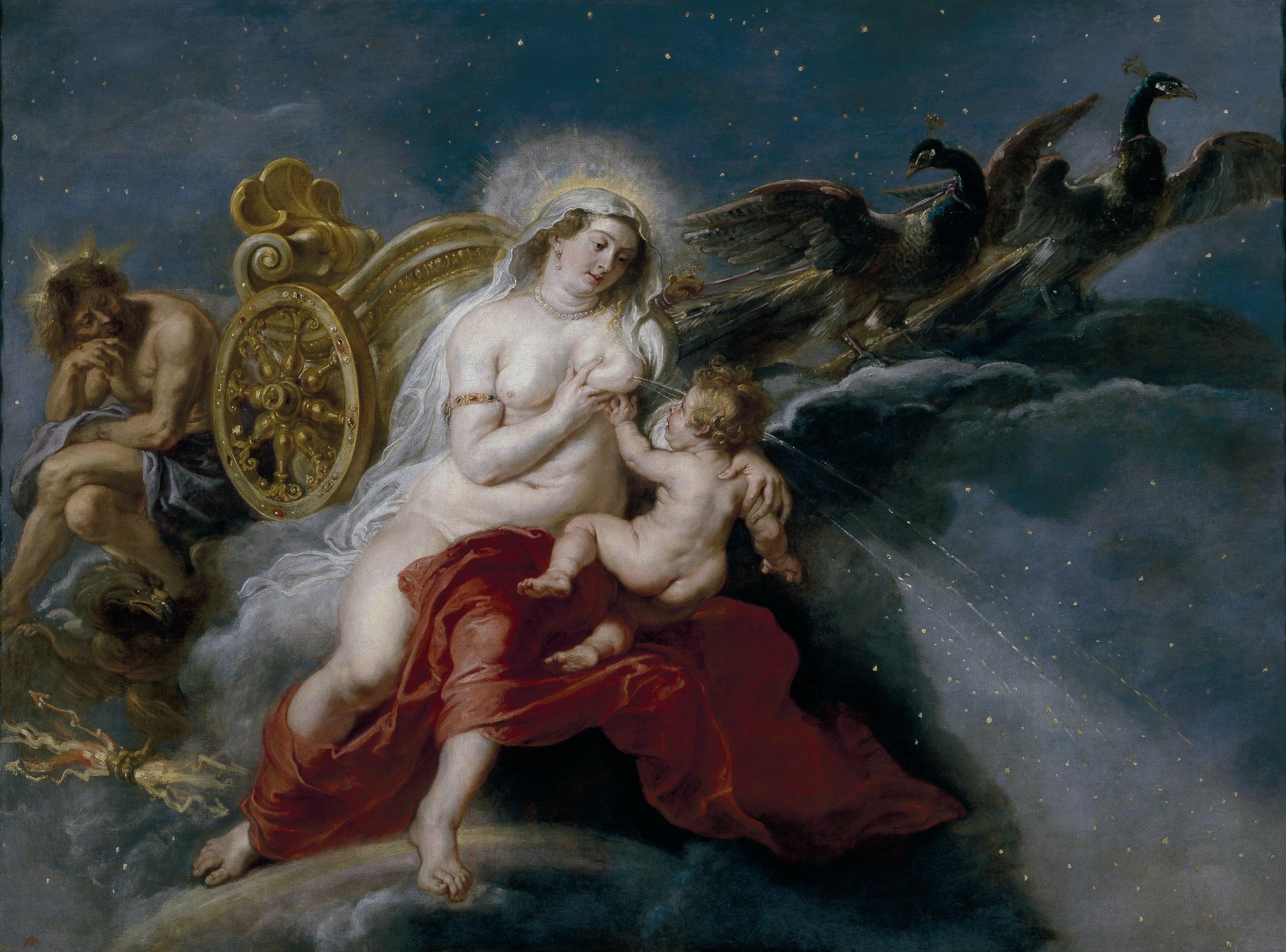
El nacimiento de la Vía Láctea.
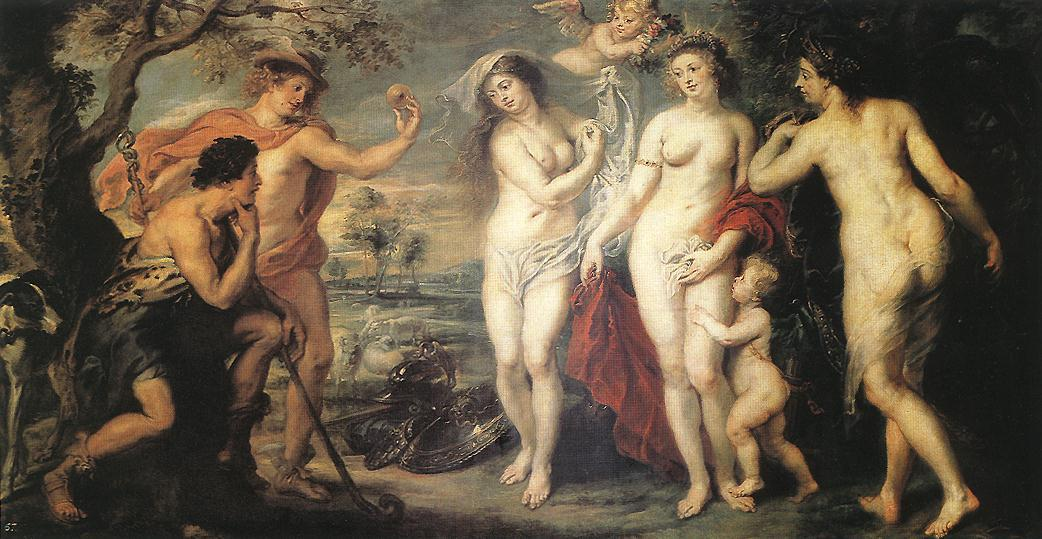
El juicio de Paris.

### Hermanas: Clara Fourment y Susanna Fourment

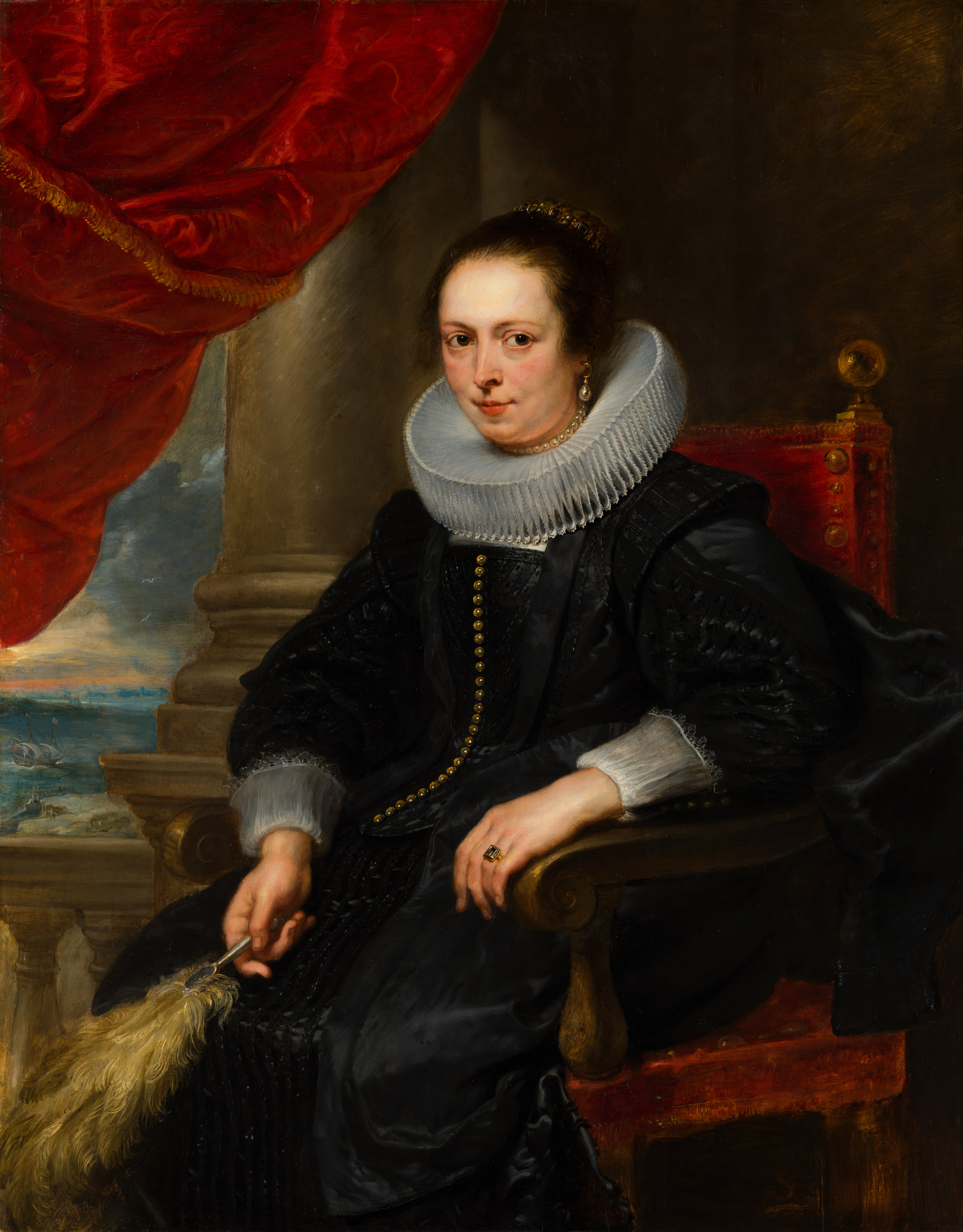
Retrato de mujer, posiblemente Clara Fourment, hacia 1630, ahora en el Mauritshuis.
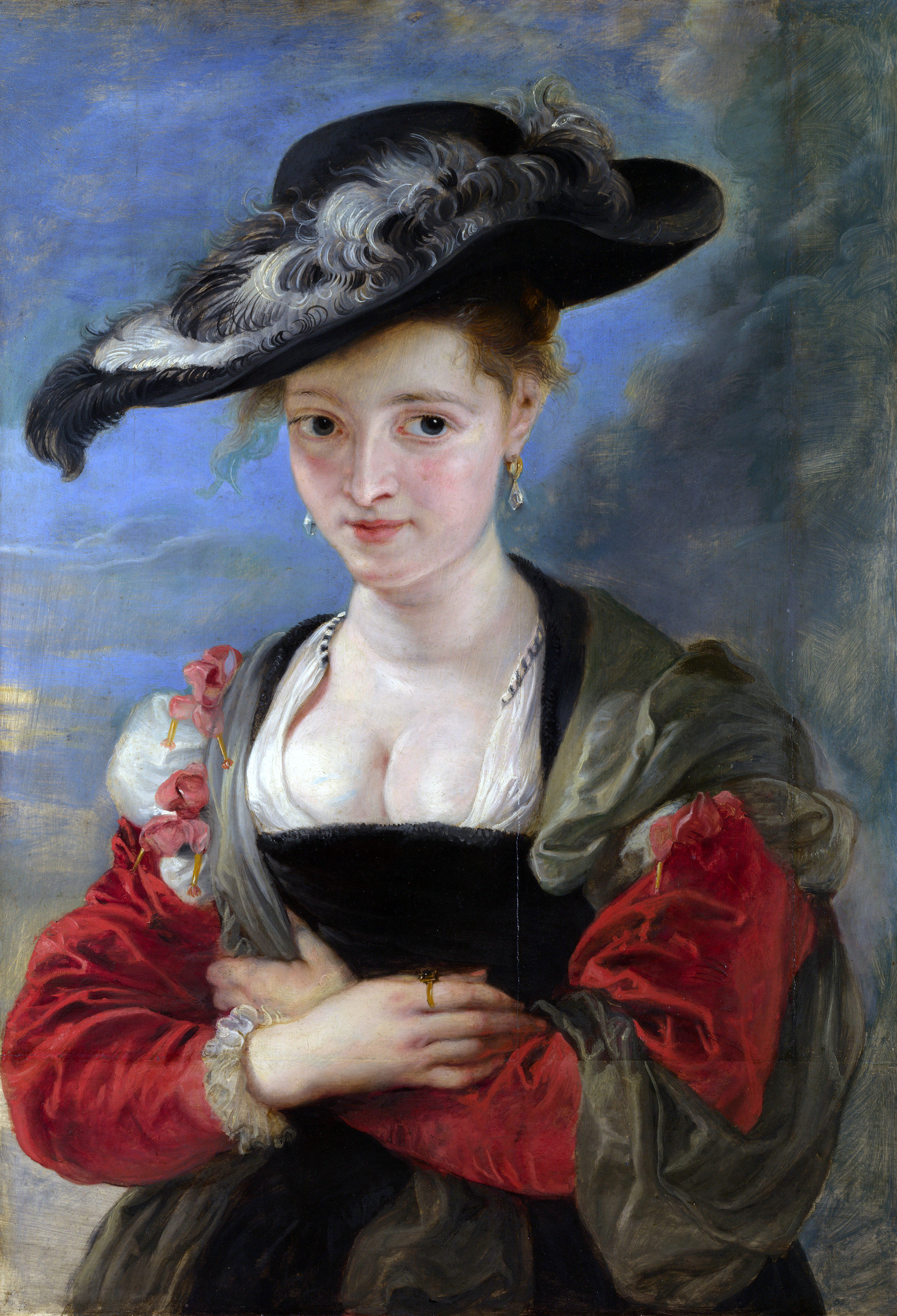
El sombrero de paja,[10] probablemente retrato de Susanna Fourment, hacia 1622, ahora en la National Gallery, Londres.
Susanna Fourment y su hija, 1621, por Anthony Van Dyck, en la National Gallery of Art, Washington.

## Más información
- Brendel, Maria L. (2011). Die Macht der Frau. Rubens` letztes Modell Helene Fourment (en alemán). Berlin: Parthas. ISBN 978-3-86964-037-2.
- Liedtke , Walter A. (1984). Flemish paintings in the Metropolitan Museum of Art. New York: The Metropolitan Museum of Art. ISBN 0870993569. (see index, v.1; Lunden, Susanna (de soltera Fourment) para información sobre su hija)

- Datos: Q1965732
- Multimedia: Helena Fourment / Q1965732